# 塚本快示
塚本 快示（つかもと かいじ、1912年12月14日 - 1990年6月10日）は日本の陶芸家。本名は塚本 快兒。
戦後、美濃窯の発展に貢献した陶芸デザイナー・日根野作三に師事しクラフト風な磁器の制作と平行しながら中国陶磁の研究に励んだ。主に模範としたのは中国・北宋時代の白磁や青白磁、また同じく北宋時代の「影青（いんちん）」である。素地となる土には各地の長石や陶土を配合し、釉薬も長石・陶石・カオリン・柞灰・石灰などで調整したものを用いるようになる。
1948年頃、古陶磁研究家・小山富士夫が著した『影青記』に感銘を受け自らの技術を更に磨き精度を高めていった。特に白磁胎がまだ乾ききらないうちに鋼や竹のヘラで刻まれる片切り模様の精緻さは他の追随を許さず、その技術は日本だけでなく中国の陶磁界でも高い評価を得ている。

## 略歴
- 1912年12月14日 - 岐阜県土岐市に産まれる。生家は累代製陶を営んでいた。
- 1927年 - 父を助けながら作陶を始める。
- 1961年 - 通商産業省のGマークに初入選。
- 1963年 - 第10回日本伝統工芸展に初入選を果たす。
- 1964年 - カリフォルニア博覧会で金賞を受賞。
- 1965年 - 第12回日本伝統工芸展日本工芸会会長賞。
- 1967年 - モントリオール万博に出品しており、海外での活動も行っている。
- 1973年 - 岐阜県重要無形文化財「青白磁」保持者に認定。
- 1977年 - 紫綬褒章受章
- 1979年 - 日本陶磁協会賞。
- 1980年 - 中日文化賞を受賞[2]。
- 1983年 - 人間国宝に認定。
  - 4月13日 - 重要無形文化財「白磁」「青白磁」保持者に認定。
  - 6月17日 - 土岐市名誉市民に推挙される。
- 1984年 - 勲四等旭日小綬章受章。
- 1990年6月10日 - 逝去。快示の開いた快山窯は2007年現在、長男である塚本満が引き継いでいる。